# Argyll
Argyll (Earra-Ghaidheal in lingua gaelica scozzese, tradotto come zona costiera del Gael), a volte chiamata Argyllshire, è una delle contee tradizionali della Scozia.

## Storia
La città storica della regione è Inveraray, che è anche la sede del Duca di Argyll.

## Geografia antropica

### Suddivisioni amministrative
Le città principali sono Oban, Campbeltown, Lochgilphead e Inveraray.
Ardnamurchan e Morvern e la parte nord dell'Isola di Mull fanno parte della regione. Le isole di Muck, Rùm, Canna e Sanday - le isole Small - sono anch'esse comprese in questa contea tradizionale, anche se governate amministrativamente, dal 1891 al 1996, dall'Inverness-shire. Con l'istituzione delle aree di consiglio, nel 1996, il territorio di Argyll è stato unito a gran parte del territorio del Bute a formare la giunta amministrativa di Argyll e Bute, con capitale Lochgilphead.